# (120348) 2004 TY364
(120348) 2004 TY364 est un objet transneptunien du groupe des plutinos mesurant probablement entre 350 et 550 km de diamètre.

## Orbite
L'orbite de 2004 TY364 possède un demi-grand axe de 39,082 ua et une période orbitale d'environ 244 ans. Son périhélie l'amène à 36,574 ua du Soleil et son aphélie l'en éloigne de 41,59 ua. 

## Découverte
2004 TY364 a été découvert le 3 octobre 2004.